# Eric Von Schmidt
Pour les articles homonymes, voir Schmidt.
 (octobre 2021).
Si vous disposez d'ouvrages ou d'articles de référence ou si vous connaissez des sites web de qualité traitant du thème abordé ici, merci de compléter l'article en donnant les références utiles à sa vérifiabilité et en les liant à la section « Notes et références ».
 (octobre 2021).
La mise en forme du texte ne suit pas les recommandations de Wikipédia : il faut le « wikifier ».
Les points d'amélioration suivants sont les cas les plus fréquents :
- Les titres sont pré-formatés par le logiciel. Ils ne sont ni en capitales, ni en gras.
- Le texte ne doit pas être écrit en capitales (les noms de famille non plus), ni en gras, ni en italique, ni en « petit »…
- Le gras n'est utilisé que pour surligner le titre de l'article dans l'introduction, une seule fois.
- L'italique est rarement utilisé : mots en langue étrangère, titres d'œuvres, noms de bateaux, etc.
- Les citations ne sont pas en italique mais en corps de texte normal. Elles sont entourées par des guillemets français : « et ».
- Les listes à puces sont à éviter, des paragraphes rédigés étant largement préférés. Les tableaux sont à réserver à la présentation de données structurées (résultats, etc.).
- Les appels de note de bas de page (petits chiffres en exposant, introduits par l'outil «  Source ») sont à placer entre la fin de phrase et le point final[comme ça].
- Les liens internes (vers d'autres articles de Wikipédia) sont à choisir avec parcimonie. Créez des liens vers des articles approfondissant le sujet. Les termes génériques sans rapport avec le sujet sont à éviter, ainsi que les répétitions de liens vers un même terme.
- Les liens externes sont à placer uniquement dans une section « Liens externes », à la fin de l'article. Ces liens sont à choisir avec parcimonie suivant les règles définies. Si un lien sert de source à l'article, son insertion dans le texte est à faire par les notes de bas de page.
- La présentation des références doit suivre les conventions bibliographiques. Il est recommandé d'utiliser les modèles {{Ouvrage}}, {{Chapitre}}, {{Article}}, {{Lien web}} et/ou {{Bibliographie}}. Le mode d'édition visuel peut mettre en forme automatiquement les références.
- Insérer une infobox (cadre d'informations à droite) n'est pas obligatoire pour parachever la mise en page.

Pour une aide détaillée, merci de consulter Aide:Wikification.
Si vous pensez que ces points ont été résolus, vous pouvez retirer ce bandeau et améliorer la mise en forme d'un autre article.
Eric von Schmidt, né le 28 mai 1931 à Westport (Connecticut) et mort le 2 février 2007 à Fairfield (Connecticut), est un chanteur et artiste américain.
Il est connu pour être un des mentors de Bob Dylan, Joan Baez ou encore Tom Rush. Il est une figure importante de l'émergence du Folk revival (la renaissance du mouvement folk dans les années 1960' aux Etats-Unis d'Amérique). Il est un acteur majeur de la scène folk de Cambridge (Massachusetts). 

## Jeunesse
Eric Von Schmidt passe son enfance dans la petite ville de Westport (Conn.).  Son père Harold (1893-1982) est un illustrateur renommé qui travaille notamment pour le Saturday Evening Post.
En 1948, Il découvre le chanteur de blues Leadbelly qui pique son intérêt pour la guitare, le blues et la folk. 
Dans les années 1950 il va à Washington pour son service militaire et en Italie grâce à une bourse étudiante. Il s’installe un temps à Sarasota (Floride). Puis il vient à Cambridge en 1957, et lance sa carrière musicale et artistique. 

## Folksinger
Folk / blues / country / jazz, Eric Von Schmidt a été un touche à tout et un passeur musical.
Il est surtout connu pour être cité par Bob Dylan pour la chanson Baby Let Me Follow You Down sur son premier album (1962). Mais a montré, dès le début des années 60, qu’un blanc pouvait se frotter seul à la guitare à des chansons d’orchestre noirs. Et il a construit un pont avec les amateurs de country et de jazz.
Au fil des années il a joué avec ceux qui deviendront les figures de la scène folk américaine tels Bob Dylan (qui a repris sa chanson la plus célèbre : Joshua gone to Barbados), Joan Baez, Tom Rush, Geoff & Maria Muldaur. Il a aussi joué avec l'harmoniciste Sonny Terry, le Reverend Gary Davis ou son pendant New-Yorkais Dave Van Ronk lors de leurs passages à Cambridge.
Pour ses album, il a sollicité des amis-musiciens renommés tels les Muldaur, Paul Butterfield, Mitch Greenhill, Chance Browne, Paul Geremia ou Rick Danko. Notons aussi que deux de ses albums sont illustrés par Milton Glaser.

## Artiste
A bonne école dans l'atelier de son père, Eric se lance rapidement dans l'illustration. Entre les années 1950 et les années 2000, il illustre plusieurs dizaines de couvertures d'albums, vinyles ou CD notamment pour le label Vanguard.
Il compose aussi des grands formats sur la bataille d'Alamo ou évoquant Custer. Il fait des tableaux ou tapisserie sur les bluesmen.

## Discographie
- Rolf Cahn & Eric Von Schmidt (1961)

Grizzly Bear / Lazarus / Columbus Stockade / Buddy Bolden Blues / You Got To Hurry / 2:19 Blues / Nobody Knows You / Wasn't That A Mighty Storm / Frankie And Albert / Who's That Yonder / Make Me A Pallet / He Was A Friend Of Mine
En italique les chansons chantées par Rolf Cahn
- Dick Fariña & Eric Von Schmidt (1963)

Johnny Cuckoo / Jumping Judy / Glory, Glory* / Old Joe's Dulcimer (Old Joe Clark, Swing And Turn, Darlin' Corey, etc.) / Wobble Bird / Wildwood Flower / Overseas Stomp* / Lonzo N'Howard / You Can Always Tell / Xmas Island* / Stick With Me Baby / Riddle Song / Cocaine* / London Waltz
Bonus : Old Paint / Lemonade Lady
En italique les chansons chantées ou composées par Dick Fariña. Les autre le sont par Eric Von Schmidt
* avec Bob Dylan.
- Come For To Sing - collectif (1963)

Eric Von Schmidt y chante les chansons suivantes : Grizzly Bear / John Henry / The Gray Goose / My Good Old Man (avec Carolyn Hester) / Old Howard
- The Blues project (1964)

Eric Von Schmidt y chante : Blow Whistle Blow (et fait l’illustration de la pochette)
- The Folk Blues Of Eric Von Schmidt (1964)

Crow Jane / Gulf Coast Blues / Brave Wolfe / Junco Partner / De Kalb Blues / Lolita / Champagne Don't Hurt Me, Baby / Buffalo Skinners / Jack O'Diamonds / He Was A Friend Of Mine / Cocoa Beach Blues / Down On Me / Titanic
- Eric Sings Von Schmidt (1965)

Kennedy Blues / Light Rain / Joshua Gone Barbados / Edward Teller / My Love Come Rolling Down
/ Florida Woman Blues / Kay Is The Month Of May / Cold Gray Dawn / Just To See You Stand That Way / Acne / Rattlesnake Preacher
- Who Knocked The Brains Out Of The Sky? (1969)

Who Knocked The Brains Out Of The Sky? / Beanum And Barley / Three Miles / Living On The Corner / Sudden Garden (4:39) / Catch It (3:27) / Bitter City / Lucky Mrs. Ticklefeather / Hundred Acre Wood / Weep For The Wood Man
- Living On The Trail (1971 – publié en 2002)

Living On The Trail / Envy The Thief / Lost In The Woods / Heads Keep Rollin' / Carpenter's Boy (Icarus) / Lightning, They Say / Joshua Gone Barbados / Stick To Rum / Stewball / Fast Acne (Zorba the Greek)
- 2nd Right 3rd Row (1972)

Turtle Beach / If I Ever Catch Old Perry / My Love Come Rolling Down / Believer / The Letter / If I Had A Good Dog (The Male Chauvinist Possom Song) / Fair And Tender Ladies / Loop The Loop / Wet Birds Fly At Night / Salute To China / Fat, Fat, The Water Rat / My Country 'Tis Of Thee 
- Eric Von Schmidt And The Cruel Family (1978)

You Get Old, You Get Wise / Ring Around The Moon / Bunch Of Roses / Debt I Owe / It's The Doing / Make It Last / Champagne Don't Hurt Me, Baby / Sudden Garden / Sweet Margarita / Briar Patch / Lonzo & Howard / Icarus
- Baby, Let Me Lay It On You (1995)

Baby, Let Me Lay It On You / Lucky Man / Goin' Down To Melbourne / De Kalb Blues / Envy The Thief / My Love Come Rollin' Down / Joshua Gone Barbados / Rule The Road / Fat, Fat, The Water Rat / Can The Serpent Be Housebroken? / Wet Birds Fly At Night / Just To See You Stand That Way / Light Rain / The Letter / Foolish Pleasure / The Captain

## Liens
Discographie illustrée : https://www.wirz.de/music/vonschm.htm
Créations de couvertures d'albums : https://www.discogs.com/fr/artist/367084-Eric-Von-Schmidt?type=Credits&subtype=Visual&filter_anv=0
Ses œuvres : https://vonsworks.com/Eric_von_schmdit.htm